# Cypriotisch basketbalteam (mannen)
Het Cypriotisch nationaal basketbalteam is een team van basketballers dat Cyprus vertegenwoordigt in internationale wedstrijden. Het land heeft tot op heden nog nooit meegedaan aan de Olympische Zomerspelen, Eurobasket of het wereldkampioenschap basketbal. De meeste geselecteerde basketbalballers van het Cypriotisch basketbalteam spelen op het eiland zelf.